# Pierre Trochu
Pierre Trochu (* 8. Januar 1953 in Montreal) ist ein kanadischer Komponist.

## Leben und Wirken
Trochu studierte von 1970 bis 1977 an der Universität Montreal Komposition bei Serge Garant und Perkussion bei Robert Leroux und Guy Lachapelle. Daneben nahm er hier bis 1974 Kurse in Mathematik und Informatik und arbeitete von 1973 bis 1975 im Studio für elektronische Musik der McGill University mit Alcides Lanza und Bengt Hambraeus.
1974 und 1975 gewann Trochu den nationalen Rundfunkwettbewerb für junge Komponisten der CBC, 1982 erhielt er den zweiten Preis des Wettbewerbs von PRO Canada für junge Komponisten.
1972 komponierte er im Auftrag des Erziehungsministeriums von Québec die Musik zu dem Unterrichtsfilm La Percussion. Im Rahmen der Olympischen Spiele 1976 in Montreal wurde die Komposition Solstices de liberté aufgeführt. Fusion, ein Stück für 24 Instrumente, wurde als kanadischer Beitrag bei den World Music Days 1983 in Dänemark aufgeführt.

## Werke
- Pluton, 1971
- Filmmusik zu La Percussion, 1972
- Orange für Mezzosopran, Flöte, Klavier und zwei Perkussionisten, 1972, UA
- Modulo 5 ou la Naissance du rythme, 1974, UA
- Musik zur CBC-Rundfunksendung Portrait de Jean-Jules Richard, 1975
- Schauspielmusik zu Jacques Godbouts Le Bébé d'artifice, 1975
- Eros für Tonband, 1976, UA
- Solstices de liberté, 1976, UA
- Miracrose, 1977, UA
- Osmose für Orchester, 1981
- Vertiges für sechs Perkussionisten, 1983
- Tangente für zehn Instrumentalisten, 1984, UA
- Fusion, 1985, UA

| Personendaten    | Personendaten         |
| ---------------- | --------------------- |
| NAME             | Trochu, Pierre        |
| KURZBESCHREIBUNG | kanadischer Komponist |
| GEBURTSDATUM     | 8. Januar 1953        |
| GEBURTSORT       | Montreal              |